# إيان فيرماك
إيان فيرماك (بالإنجليزية: Ian Vermaak)‏ مواليد 28 مارس 1933 في اتحاد جنوب أفريقيا، هو لاعب كرة مضرب جنوب أفريقي سابق بدأ مسيرته كمحترف سنة 1953 وكان يلعب باليد اليمنى، اعتزل اللعب في 1960. أعلى تصنيف له في الفردي كان المركز الـ 10 في سنة 1959.

## النهائيات

### الفردي: 1 (0-1)
| الحصيلة | السنة | البطولة        | الأرضية | المنافس في النهائي | النتيجة في النهائي |
| الوصافة | 1959  | فرنسا المفتوحة | ترابية  | نيكولا بيترانجيلي  | 3–6, 6–3, 6–4, 6–1 |

## روابط خارجية
- إيان فيرماك على موقع رابطة محترفي التنس (الإنجليزية)
- إيان فيرماك على موقع الاتحاد الدولي لكرة المضرب (الإنجليزية)
- إيان فيرماك على موقع كأس ديفيز (الإنجليزية)
- إيان فيرماك على موقع خلاصة التنس.كوم (الإنجليزية)